# Odorrana ishikawae
Odorrana ishikawae är en groddjursart som först beskrevs av Leonhard Hess Stejneger 1901.  Odorrana ishikawae ingår i släktet Odorrana och familjen egentliga grodor. IUCN kategoriserar arten globalt som starkt hotad. Inga underarter finns listade i Catalogue of Life.